# Боровики (Дзержинский район)
Боровики́ (бел. Баравікі́) — деревня в составе Добринёвского сельсовета Дзержинского района Минской области Беларуси. Деревня расположена в 25 километрах от Дзержинска, 30 километрах от Минска и 17 километрах от железнодорожной станции Фаниполь, возле шоссе Негорелое — Самохваловичи.

## История
Известна со 2-й половины XVIII века, как деревня в составе Минского воеводства Великого княжества Литовского. После второго раздела Речи Посполитой в 1793 году, в составе Российской империи. В 1800 году насчитывалось 7 дворов, проживали 47 жителей, владение князя Доминика Радзивилла в Минском уезде Минской губернии.
В XIX веке в составе имения Вицковщина, владение князя Льва Витгенштейна. Согласно инвентарю 1840 года имение находилось в аренде у помещика И. Богдашевского. В конце XIX — начале XX века — село в Самохваловичской волости Минского уезда Минской губернии. В 1867 году принадлежала шляхтичу А.П. Боровику. В 1897 году, по данным первой всероссийской переписи, в деревне насчитывалось 5 дворов, проживали 47 жителей. В 1917 году насчитывалось 8 дворов, проживали 50 жителей. 
С 9 марта 1918 года в составе провозглашённой Белорусской Народной Республики, однако фактически находилась под контролем германской военной администрации. С 1 января 1919 года в составе Советской Социалистической Республики Белоруссия, а с 27 февраля того же года в составе Литовско-Белорусской ССР, летом 1919 года деревня была занята польскими войсками, после подписания рижского мира — в составе Белорусской ССР.
С 20 августа 1924 года Боровики были включены в состав Рубилковского сельсовета (с 23 марта 1932 года по 15 мая 1936 года — национального польского сельсовета) Самохваловичского района Минского округа. С 18 января 1931 года в составе Койдановского района (затем Койдановского польского национального района, с 1932 года — Дзержинского польского национального района). С 31 июля 1937 года в составе Минского района, с 4 февраля 1939 года в восстановленном Дзержинском районе. С 20 февраля 1938 года в составе Минской области. В 1926 году по данным первой всесоюзной переписи населения, в Боровиках насчитывалось 12 дворов, проживали 53 жителя. В 1930-е годы был организован колхоз «Коммунар», действовала кузница, колхоз обслуживался Фанипольской МТС. 
В Великую Отечественную войну с 28 июня 1941 года по 6 июля 1944 года деревня была оккупирована немецко-фашистскими захватчиками, на фронтах войны погибли 8 сельчан. После войны был восстановлен колхоз. В 1960 году в деревне проживали 98 жителей, в 1971 году насчитывались 27 хозяйств, являлась центром колхоза «Правда». По состоянию на 2009 год — центр филиала ОАО «Правда-Агро». 28 мая 2013 года деревня была передана из состава упразднённого Рубилковского сельсовета в Добринёвский сельсовет.

## Улицы
- Садовая улица (бел. Садовая вуліца);
- Минская улица (бел. Мінская вуліца);
- Школьная улица (бел. Школьная вуліца);
- Майская улица (бел. Майская вуліца);
- Молодёжная улица (бел. Маладзёжная вуліца);
- Цветочная улица (бел. Кветкавая вуліца);
- Новая улица (бел. Новая вуліца).

## Население
| Численность населения (по годам) | Численность населения (по годам) | Численность населения (по годам) | Численность населения (по годам) | Численность населения (по годам) | Численность населения (по годам) | Численность населения (по годам) | Численность населения (по годам) |
| 1897                             | 1909                             | 1917                             | 1926                             | 1960                             | 1999                             | 2004                             | 2009                             |
| -------------------------------- | -------------------------------- | -------------------------------- | -------------------------------- | -------------------------------- | -------------------------------- | -------------------------------- | -------------------------------- |
| 47                               | ↘35                              | ↗50                              | ↗53                              | ↗93                              | ↗275                             | ↘245                             | ↗269                             |
| 2017                             | 2018                             | 2020                             | 2022                             |                                  |                                  |                                  |                                  |
| ↗302                             | ↗308                             | ↗317                             | ↘316                             |                                  |                                  |                                  |                                  |

## Достопримечательности
- Около деревни, на восточной окраине, возле здания зерносушилки находится курганный могильник, состоящий из 2-х насыпей: один продолговатый, почти прямоугольный, размером 12,5 × 10 × 1,5 м, второй круглый, высотой 0,9 м, диаметром 8 м. На склонах и вершинах курганов — следы могил и надгробных камней (еще в 1930 году здесь было деревенское кладбище). Открыл и обследовал в 1930 года А. Ринейский, обследовал в 1977 и 1979 годах Ю. Заяц. Раскопки не проводились;
- В центре деревни также расположен Памятник землякам, установленный в честь и память 70 сельчан, которые погибли на фронтах Великой Отечественной войны, в 1968 году была установлена стела[9].